# 錐狀星雲
錐狀星雲（所知的NGC 2264的一部分）是在麒麟座內的一處電離氫區，它是威廉·赫歇爾在1785年12月26日發現的，當時的編號是H V.27。這個星雲距離地球2,600光年，大約是800秒差距。
錐狀星雲是圍攏著朦朧的聖誕樹星團的一部分，它在星雲和星團新總表內的編號是NGC 2264，但不是其中的某一個，而是這兩個一起，還有其它的天體。
擴散的錐狀星雲明顯的是因為它的形狀而得名的，位於NGC 2264的南端，在它的北市是總亮度3.9等的聖誕樹星團。它位於麒麟座的北部，正好就在南河三到參宿四聯線中點的北方。.
錐狀來自正好在包含麒麟座 S（NGC 2264中最明亮的恆星）的一個微弱發射星雲前方，由低溫的氫分子和塵埃組成的吸收星雲。這個微弱的發射星雲大約有7光年長（視直徑大約10弧分），距離地球大約2,700光年。
這個星雲是更巨大且複雜的恆星誕生區的一部分 － 哈伯太空望遠鏡在1997年曾在此攝取到恆星形成的影像。

## 註解和參考資料
1. 1 2 3  . Students for the Exploration and Development of Space.   [2009-03-27]. （原始内容存档于2009-03-12）.
2. ↑  . NASA.   [2009-03-27]. （原始内容存档于2009-04-02）.
3. ↑  2,700 × sin( 10′ / 2 ) = 3-4 ly. radius

## 外部連結
- SEDS information on NGC2264
- Photograph for Astronomy Picture of the Day （页面存档备份，存于）
- Cone Nebula pictures from ESA-Hubble
- Hubble image of Cone Nebula （页面存档备份，存于）